# Margaret Wise Brown
Pour les articles homonymes, voir Margaret Wise Brown (homonymie).
Cet article possède un paronyme, voir Margaret Brown (homonymie).
Œuvres principales
- Bonsoir, lune
- Les Chatons barbouilleurs
- Monsieur Chien

Margaret Wise Brown, née le 23 mai 1910 à Brooklyn (New York, États-Unis) et morte le 13 novembre 1952 à Nice, est une auteure américaine de littérature jeunesse. Elle est l'auteur de plus de 70 titres dont le plus connu est Bonsoir lune (en) (Goodnight Moon en version originale).

## Biographie
Margaret Wise Brown est née en 1910 dans le quartier Greenpoint de Brooklyn, à New York. Elle a étudié en Suisse, au Massachusetts puis en Virginie. Elle est diplômée en 1932 de l'université Hollins. Peu après la fin de ses études, elle commence à écrire des histoires pour enfants, alors qu’elle travaille au Bank Street Experimental School de New York. Elle y rencontre Lucy Sprague Mitchell, fondatrice d’une philosophie pour enfants ancrée dans le réel. Elle fait alors sienne l’idée qu’une histoire racontée aux enfants doit s’enraciner dans le présent et la réalité plutôt que dans le non sens et la fantaisie. Pour les enfants âgés de deux à cinq ans, l’expérience réelle est suffisamment magique pour se suffire à elle-même.
Nommée éditrice d’une nouvelle maison dédiée aux ouvrages pour enfants, elle déniche les meilleurs auteurs et illustrateurs jeunesse. Elle s’intéresse particulièrement aux auteurs modernes comme Gertrude Stein, qu'elle encourage à écrire un livre pour enfants : La terre est ronde.
Elle a déjà publié une quarantaine d'albums quand paraît en 1947 Bonsoir Lune, illustré par Clement Hurd. Cet album connaîtra un vif succès aux États-Unis et à l'international.
Margaret Wise Brown a aussi écrit sous plusieurs pseudonymes.
En 1952 elle est opérée à Nice pour une appendicite. Le jour de sa sortie, en réponse à l'infirmière qui lui demande comment elle se sent, elle lève la jambe pour montrer sa bonne santé. Ce geste aura pour effet de libérer un caillot qui provoquera une embolie et la tue en quelques heures.

## Œuvre traduite en français
- Cinq petits pompiers, Cocorico, coll. Un petit Livre d'Or, 1951.
- Monsieur Chien, le chien qui était son propre maître, images de Garth Williams, Paris : Edit. Cocorico, coll. Un petit Livre d'Or, 1952.
- Le livre d'amitié illustr. de Garth Williams, Paris : Cocorico, coll. Un petit Livre d'Or, 1955
- La Maison de Jeannot lapin, illustrations de Garth Williams, Paris : Cocorico, 1957.
- Les Deux petits jardiniers, avec E. Hurd, ill. de G. Elliott , Paris, Éditions des Deux coqs d'or), 1958.
- Vif-argent le chaton, L. Weisgard (ill.), Ed. des 2 coqs d'or/Cocorico, coll. Un petit Livre d'Or, 1959; réédition dans Entrez dans la ronde, contes choisis par Pierre Marjorie dont Vif -Argent le chaton, illustrations: Jacques Galan, Éditions des Deux coqs d'or, collection Étoile d'or, no 93, 239 p., 1969; réédition: 184 p., 1972
- Bonne nuit (Contes pour tout-petits), illustr. par Garth Williams, Paris : Edit. Cocorico, coll. Un petit Livre d'Or, 1961.
- Les Chatons barbouilleurs, images d'Alice et Martin Provensen, Paris : Éditions des Deux coqs d'or, 1961.
- La Maison magique, images de J. P. Miller, Paris : Éditions des Deux Coqs d'or, 1962.
- Les Aventures du petit Indien, illustrations de Richard Scarry, Paris : Éditions des Deux coqs d'or, 1963.
- Conte de l'œuf d'or, illustrations de Léonard Weisgard , Paris : Éditions graphiques internationales, 1963.
- Le Train et le tortillard, illustrations de Seiden, Paris : Éditions des Deux coqs d'or, 1963.
- Le Chien-matelot, illustrations de Garth Williams, Paris : Éditions des Deux coqs d'or, 1964.
- La Découverte du petit lapin, images de L. Obligado , Paris : Éditions des Deux coqs d'or, 1963.
- Lapinot cherche une maison, illustrée par Garth Williams, Paris : Éditions des Deux coqs d'or, 1971.
- Bonsoir, lune (Goodnight, Moon), illustrations de Clement Hurd , Paris : l'École des loisirs, 1981.
- Les Malheurs du petit lapin (The Whispering Rabbit), ill. par Cindy Szekeres, Paris : Deux coqs d'or, 1994.
- Mon petit monde (My world), Clément Hurd, Paris : Seuil jeunesse, 2004.
- Je vais me sauver ! (The Runaway Bunny), illustrations de Clement Hurd, Namur (Belgique) : Mijade , 2016.